# Gem
För andra betydelser, se Gem (olika betydelser).

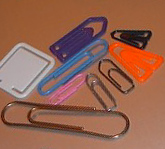
Gem i olika utförande.

Gem är en produkt vars ändamål är att hålla ihop tunna material med varandra, vanligen pappersark. Gemet kan vara av olika material, metalltråd eller plastbelagd tråd är särskilt vanliga, men även gjutna i plast och specialdesignade gem förekommer.
Gemen anses ha sin givna plats på varje kontor eller sammanhang där papper hanteras. De möjliggör en tillfällig sammanfogning av pappersark utan att skada dessa. För säkrare och permanent sammanfogning av pappersark är häftning med häftklammer av metall lämpligare. Gem skadar papper vid långvarigt användande på grund av risken för rost och rivskador. I arkivsammanhang anses gemet som ett utrymmesslukande otyg.

## Historia
Namnet gem kommer ursprungligen från ett varumärke, "Gem paperclips". 
Gemet fick sin nuvarande form för över 130 år sedan, men denna form har aldrig varit patenterad. Ett gem av modern form figurerade i en annons i New York 1894.

### Johan Vaaler

Gemet patenterat av Johan Vaaler.

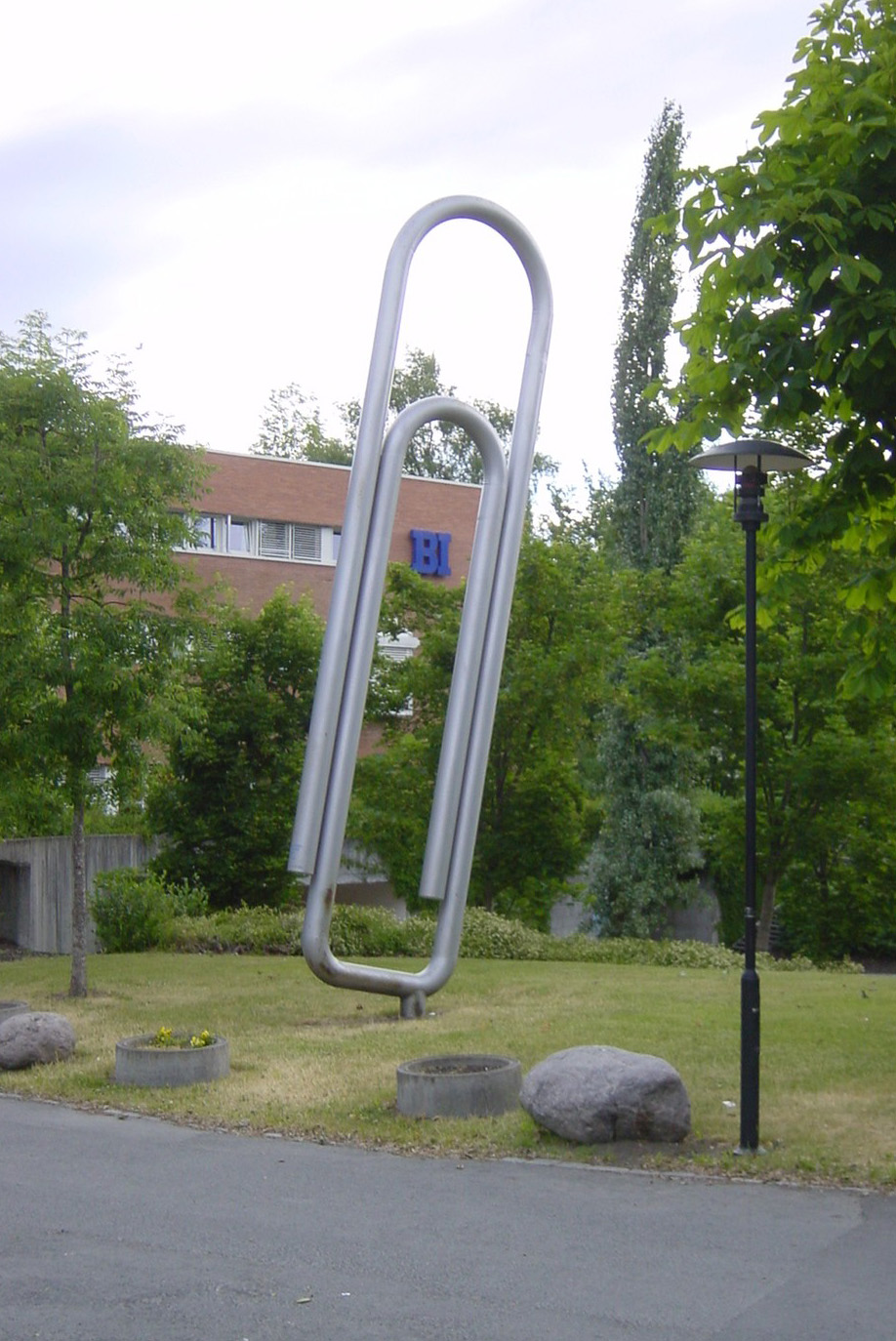
Skulptur i Sandvika i Norge, nu i Nydalen i Oslo.

Norrmannen Johan Vaaler utpekas ofta som gemets skapare, vilket är felaktigt, då Vaalers patent från 1899 inte har den dubbla oval som det redan befintliga gemet hade och fortfarande har. Den sju meter höga skulptur som 1989 restes i Sandvika i Norge till Vaalers ära i form av ett gem är inte heller det som beskrivs i hans patent.